# Juan de Sevilla
Juan de Sevilla (c. 1460 - 1525) est un réformateur de l'ordre des ermites de saint Augustin (OSA), principal artisan de la fusion entre le mouvement de l'Observance et la province de Castille, et premier hagiographe de Jean de Saint-Facond.

## Biographie
Né à Séville, Juan étudie à l'université de Salamanque, avant d'entrer chez les augustins de cette ville, où il fait profession le 5 mai 1482, ce qui pourrait situer sa naissance aux environs de 1460. Prieur de Salamanque en 1485, il sera réélu jusqu'en 1491, date à laquelle il devient vicaire général de la congrégation de l'Observance, créée chez les augustins d'Espagne par Juan de Alarcon. Il recevra trois mandats pour cette charge, entre 1491 et 1493, 1495 et 1497, 1499 et 1501. En outre, sur un mandement d'Alexandre VI, il est nommé, en 1494, visiteur des monastères d'augustines; et le 10 novembre 1497, il est chargé par le général de l'ordre, Mariano de Genazana, de visiter les couvents augustins de León, Aragon et Castille, ce qui ne s'avérera possible que dans ce troisième royaume. Sa plus éclatante réalisation demeure la fusion entre l'Observance et ladite province de Castille, laquelle sera réalisée en 1504, avec l'appui du roi Ferdinand le Catholique, de l'archevêque réformateur Jiménez de Cisneros, et du cardinal Raphaël San Giorgio, protecteur de l'ordre. Élu provincial de 1509 à 1511, Juan passera les dernières années de sa vie comme chapelain des augustines de Madrigal.
Il convient encore de souligner les deux faits suivants. D'une part, dans ses premiers essais de fusionnement, Juan rencontra d'abord l'opposition du supérieur général, Gilles de Viterbe, mais en 1517, ce dernier prescrivit la généralisation à tout l'ordre du processus de réforme, à la suite des directives du concile de Latran V, auquel il avait brillamment participé à partir de 1512. De fait, au lieu de la perte d'énergie engendrée par les tiraillements entre radicaux et modérés, la conciliation des deux partis a permis à la province augustine de Castille de faire preuve de vitalité durant tout le Siècle d'or. D'autre part, Juan a mis à profit son séjour à Salamanque pour se faire le premier biographe de saint Jean de Saint-Facond. Là, avec l'autorisation du général de l'ordre, Anselmo de Montefalco, il a recueilli des informations auprès du frère et du confesseur de l'illustre augustin, et enquêté sur les miracles attribués à celui-ci.  